# Agonum octopunctatum
Agonum octopunctatum es una especie de escarabajo del género Agonum, familia Carabidae. Fue descrita científicamente por Fabricius en 1798.
Esta especie se encuentra en América del Norte.